# Беовизија
Беовизија је био такмичарски фестивал забавне музике одржаван у Србији који се одржавао од 2003. до 2020. године. Као национално финале за избор представника Србије на Песми Евровизије. Беовизију је наследила Песма за Евровизију.
Беовизија је од 2004. била део поступка за избор националног представника на Песми Евровизије, а у периоду од 2007. до 2009, победник Беовизије је представљао Србију на Песми Евровизије. Године 2013. ју је заменио Беосонг само за ту годину. од 2018. до 2020, Беовизија је поново коришћена за избор српске песме за Евровизију.
Беовизију је организовала и директно преносила Радио-телевизија Србије. Одржавана је у фебруару или марту сваке године у београдском Сава центру. Беовизија је сваке године била један од најгледанијих забавних телевизијских програма у Србији.
Радио-телевизија Србије је у децембру 2009. саопштила да ће се представник Србије за Песму Евровизије 2010. бирати између неколико такмичарских композиција које ће, по позиву РТС, написати један истакнути композитор. Ова одлука образложена је ефектима светске финансијске кризе и потребом да се трошкови националног избора битно смање. Није било саопштено да ли ће нови формат бити коришћен и убудуће, као ни да ли ће задржати назив Беовизија. Овај формат је поново коришћен 2011. и 2015. да би после тога био напуштен. У међувремену је одржан Беосонг 2013. који је имао сличан формат Беовизији.
Уредница забавног програма РТСа, Оливера Ковачевић је објавила да ће се Беовизија вратити као начин избора за представнике Србије на Песми Евровизије 2018, и коришћена је за ту сврху до 2020. године.

## Историјат
Идеја о покретању Беовизије 2003. године, пред повратак Србије и Црне Горе на Песму Евровизије након 12 година одсуства, припада уметничкој директорки Марини Туцаковић. Првобитно, Беовизија је замишљена као фестивал на којем би се почевши од 2004. бирао представник за Песму Евровизије, но у каснијим разговорима са Радио-телевизијом Црне Горе овај предлог је замењен заједничким фестивалом Европесма-Еуропјесма, националним избором за представника државне заједнице Србије и Црне Горе, на којем онда, као са полуфинала из Србије, наступа и одређен број најбоље пласираних композиција са Беовизије, већ према правилнику који се мењао сваке године.
Број песама које учествују на Беовизији је варирао од 28 2003. и 2004. до 24 песме 2018. и 2019.
Трајање фестивала такође се мењало временом. Прва Беовизија трајала је три дана, од којих су прве две вечери биле такмичарске и на којима су изабране победничке композиције, а трећа је била „ревија победника“, на којој су поново изведене најбоље песме и уручене награде Фестивала за претходну годину. Фестивал се 2004. и 2005. године састојао од две вечери, такмичарске и ревијалне, док је издање 2006, када су оба садржаја била део исте вечери, трајало преко четири сата. Од 2007. Беовизија је прешла на формат полуфиналне и финалне вечери.
Беовизија је од 2007. године, од када Србија самостално учествује на Песми Евровизије, била и национални избор за српског представника. Низ околности је хтео да до тада ниједна песма са Беовизије не види евровизијску сцену. 2003. године, Србија и Црна Гора још није учествовала на Песми Евровизије; када се 2004. прикључила, највећи број песама за Европесму-Еуропјесму је одабран независно од Беовизије, укључујући и победничку песму „Лане моје” Жељка Јоксимовића, која је у Истанбулу заузела друго место. Те године сва четири члана жирија испред РТС су свих пет песама из Црне Горе оценили са по нула поена, а њихове колеге из РТЦГ су исто мишљење имали о обе првопласиране песме са Беовизије. (Гласање је и иначе било комично подељено, изузимајући подршку победничкој нумери) Обе првопласиране песме са Беовизије су заправо од стране свих црногорских чланова жирија на свакој одржаној Европесми-Еуропјесми конзистентно „чашћаване” са по нула поена, те су тако победничке песме са Беовизије 2005. и 2006. завршавале другопласиране, што је последње године исходовало насилним расулом у Сава центру, целонедељним медијским скандалом и надвлачењем између РТС и РТЦГ и коначно одлуком да се на Песму Евровизије 2006. у Атини не пошаље ниједан представник Србије и Црне Горе.
Песме на Беовизији стилски веома широко варирају, од блиских турбо-фолку, преко етно-попа, евровизијског баблгам материјала, плесних рутина, снажних балада, деонице хорне, до тврдог рок звука.

## Формат

### 2004—2006.
По свом формату, Беовизија је била обликована по угледу на Песму Евровизије. Подијум Сава центра претварао се у ласцивно опремљену гламурозну сцену крцату покретним елементима и светлосним ефектима, на којој су водитељски пар редом најављивали нумере. Вокали су се изводили уживо уз пратњу унапред снимљене инструменталне матрице, дужина песме је била ограничена на три минута, извођачи су морали имати навршених шеснаест година и могло их је бити највише шест на сцени (ово последње правило је примењивано од 2005). По извођењу свих песама, гледаоци би се кратким исечцима подсећали на све песме и почињао је временски период (око 10 минута) за телегласање. Чланови жирија (и резултати телегласања) би затим саопштавали своје гласове, по евровизијској шеми од 1,2,3,...,7,8,10 и 12 поена. Ови гласови морали су бити унапред саопштени контролору гласања, тако да би организатори у тренутку када драма са сабирањем гласова почињала већ знали коначне резултате. Песме је оцењивао стручни жири, као и публика путем телегласања. Од 2004. до 2006. године, жири је бројао осам чланова, којима су се резултати телегласања додавали у улози деветог члана.

### 2007—2009.
Беовизија се од 2007. до 2009. одржавала кроз две вечери. У првом, полуфиналном, учествовало би 20 песама, од којих се 10 пласира за друго, финално вече гала формата на којем, осим избора победничке песме представнице на Песми Евровизије, гостују евровизијски представници других земаља (посебно из региона) и додељују се годишње награде и награде Уметничког савета Фестивала. Почевши од 2007. године, Беовизија је имала трочлани жири (засебно за полуфинално и финално вече), и гласови жирија и гледалаца су се сабирали у омеру 50% према 50%.

### 2018—2020.
2018. Беовизија се враћа на програм као српски избор за представника на Песми Евровизије 2018. Састојала се од само једне финалне вечери од 17 песама. Победника су одлучили публика и жири у омеру 50:50 тако што су доделили поене за својих 10 омиљених песама у евровизијском стилу. Жири се почевши од ове Беовизије састоји од 5 чланова.. Од 2019. Беовизија се састоји од 3 такмичарске вечери. У 2 полуфинале вечери, по 12 песама се бори за 6 места у финалу. Песме које се пласирају у финале, као и победничку песму одређују петочлани жири и публика у омјеру 50:50 као на Беовизији 2018.

### 2022.
По раскиду сарадње компаније Мегатон и РТС-а, објављено је да ће се Беовизија емитовати на неком другом каналу и да ће се састојати од 36 песама које ће се такмичити у два полуфинала, од којих 16 пролази у финале. Победник би добио награду од 50 000 евра, друго место 30 000 евра, а треће место 20 000 евра. Тада је такмичење за песму која ће нас представљати на Песми Евровизије било Песма за Евровизију '22. Беовизија 2022. никада није одржана.

## Правила
Композиције за фестивал аутори су слали по објављивању конкурса, а оне које ће бити изведене бирала је Селекциона комисија, имена чијих чланова су се, као и имена чланова жирија, чувала у тајности ради избегавања притиска. На конкурс за Беовизију је у последњих неколико година обично пристизало око 100 композиција. Беовизија је била ауторски фестивал, што значи да на конкурсу учествују аутори са својим композицијама; они сами одређују и извођаче, али Селекциона комисија може у неким случајевима ауторима предложити другачије извођаче или друге измене. Како се вокали изводе уживо, правила нису дозвољавала употребу на матрици инструмената који синтетишу људски глас попут семплера или вокодера. Иако правила налажу да сви вокали морају бити изведени уживо, пратећи вокали великог броја песама су сваке године ипак били снимљени на матрици, при чему се у таквим наступима уживо изводио само главни вокал.
Право учешћа у улози певача на Беовизији имају само држављани Републике Србије, и текстови песама морали су бити на језицима који су у службеној употреби у Републици Србији. До 2019, песме нису смеле бити јавно извођене или објављене пре 1. октобра претходне године. За разлику од саме Песме Евровизије, до 2009, током телегласања на Беовизији се са једног телефонског броја могао послати само један глас, а од 2018. тај број је повећан на 20 (као на Евровизији).
Почевши од 2006. па до 2009. године, песме које ће учествовати на Беовизији су се (у плејбек извођењу) представљале гледаоцима и пре самог фестивала, у посебним кратким емисијама током неколико недеља, по неколико песама у свакој. Од 2018. до 2020. године, оне се представљају у Јутарњем програму РТС-а.
Од 2004. до 2006, Беовизија је била полуфинале такмичења Европесма којим се бирао представник Србије и Црне Горе на Песми Евровизије.

### Гласање
Од Беовизија 2007. до 2020. године, сваке такмичарске вечери, стручни жири и публика телегласањем су додељивали по један сет од 1 до 12 поена, без 9 и 11, за својих омиљених 10 песама (12 поена за омиљену, 10 за другу, 8 за трећу, па од 7 до 1 поен за од четврте до десете). Од 2004. до 2006, жири је имао осам чланова, од 2007. до 2009. три члана, а од 2018. до 2020. пет чланова.
Од 2004. до 2006, осмочлани стручни жири је одлучивао већину резултата, те је сваки члан жирија додељивао по један сет поена за својих десет омиљених песама. Публика је такође додељивала један сет поена као девети члан жирија. У издању 2004, додељивало се од 10 до 1 бода, док се у свим осталим издањима од 2005. па до 2020. додељивало од 12 до 1 бода (без 9 и 11). У зависности од године, одређени број песама се квалификовао за Европесму - 2004. су се пласирале четири, 2005 се пласирало четрнаест, а 2006 дванаест песама.

## Победници
Подебљано ако је песма победила са максималним могућим бројем поена
| Победници Беовизије |                 |                           |                                |                              |                              |                |
| Година              | Песма           | Извођач                   | Композиција                    | Текст                        | Аранжман                     | Освојени поени |
| 2003.               | Чија си         | Тоше Проески              | Леонтина Вукомановић           | Леонтина Вукомановић         | Жељко Јоксимовић             | /              |
| 2004.               | Збуњена         | Негатив                   | Негатив                        | Ивана Павловић               | Мирко Вукомановић и Негатив  | 79             |
| 2005.               | Јутро           | Јелена Томашевић          | Жељко Јоксимовић               | Александра Милутиновић       | Жељко Јоксимовић             | 78             |
| 2006.               | Луди летњи плес | Фламингоси и Луис         | Горан Станковић и Огњен Амиџић | Огњен Амиџић                 | Александар Кобац             | 94             |
| 2007.               | Молитва         | Марија Шерифовић          | Владимир Граић                 | Саша Милошевић Маре          | Саша Милошевић Маре          | 22             |
| 2008.               | Оро             | Јелена Томашевић          | Жељко Јоксимовић               | Дејан Ивановић               | Жељко Јоксимовић             | 24             |
| 2009.               | Ципела          | Марко Кон и Милан Николић | А. Кобац, М. Кон и М. Николић  | Александар Кобац и Марко Кон | Александар Кобац и Марко Кон | 19             |
| 2018.               | Нова деца       | Сања Илић и Балканика     | Сања Илић и Татјана Карајанов  | Даница Крстајић              | Дарко Димитров               | 24             |
| 2019.               | Круна           | Невена Божовић            | Невена Божовић                 | Невена Божовић               | Дарко Димитров               | 20             |
| 2020.               | Hasta la vista  | Hurricane                 | Немања Антонић                 | Косана Стојић, Сања Вучић    | Немања Антонић               | 24             |

## Домаћини
| Година | Имена и презимена                                                              |
| ------ | ------------------------------------------------------------------------------ |
| 2003   | Феђа Стојановић Катарина Ребрача Милица Гацин                                  |
| 2004   | Александар Срећковић Ксенија Балабан                                           |
| 2005   | Бода Нинковић Јелена Јовичић                                                   |
| 2006   | Бода Нинковић Јелена Јовичић                                                   |
| 2007   | Бода Нинковић Јелена Јовичић                                                   |
| 2008   | Ђорђе Маричић Бранислав Катић Нина Радуловић Кристина Раденковић               |
| 2009   | Јована Јанковић Милена Васић Срђан Тимаров                                     |
| 2018   | Драгана Косјерина Кристина Раденковић Бранко Веселиновић Александар Стојановић |
| 2019   | Драгана Косјерина Ана Бабић Иван Михаиловић Небојша Миловановић                |
| 2020   | Драгана Косјерина Кристина Раденковић Јован Радомир Стефан Поповић             |